# Hans Zenker
Hans Zenker (Bielitz, 10 agosto 1870 – Gottinga, 18 agosto 1932) è stato un ammiraglio tedesco, ufficiale della Kaiserliche Marine durante il periodo della prima guerra mondiale e poi comandante della Reichsmarine dal 1924 al 1928.

## Biografia
Nato il 10 agosto 1870 a Bielitz (oggi Bielsko-Biała in Polonia), Zenker si arruolò in marina il 13 aprile 1889; dopo vari incarichi di stato maggiore a terra, ricevette una serie di comandi in mare tra cui quello di una torpediniera, poi dell'incrociatore leggero SMS Lübeck nel 1911 e dell'incrociatore SMS Cöln dal 1912 al 1913; dopo lo scoppio della prima guerra mondiale, nel 1916 ricevette il comando dell'incrociatore da battaglia SMS Von der Tann, che guidò nel corso della battaglia dello Jutland. Nel 1917 Zenker fu nominato capo dipartimento presso lo stato maggiore della Marina imperiale (Admiralstab), per poi passare al comando del distretto del Mare del Nord dal 1918 fino alla fine delle ostilità.
Rimasto nella neo costituita Reichsmarine, Zenker fu per un breve periodo ispettore dell'artiglieria navale per poi passare alla direzione della stazione navale del Mare del Nord e, a partire dal 1920, al comando delle forze navali; il 1º ottobre 1924 ottenne simultaneamente la promozione al grado di ammiraglio e la nomina al comando della Reichsmarine, rimpiazzando l'ammiraglio Paul Behncke.
Il periodo di Zenker alla guida della Reichsmarine fu caratterizzato da un'ampia opera di consolidamento e rafforzamento delle forze navali tedesche, ostacolate dalla carenza di fondi e dai limiti imposti dal trattato di Versailles, portando avanti e ampliando i programmi già varati dal suo predecessore: furono immesse in servizio unità di nuova costruzione per rimpiazzare le vecchie navi concesse alla Germania dal regime di Versailles, e furono potenziati i programmi di addestramento e formazione degli equipaggi; contemporaneamente, furono sviluppati vari programmi segreti finanziati con fondi neri nei vari settori vietati dalle clausole del trattato di pace, primo tra tutti quello delle costruzioni di battelli sommergibili. Sotto l'amministrazione di Zenker furono inoltre avviati i progetti per una nuova classe di unità da guerra, poi concretizzatisi nell'innovativo progetto delle "corazzate tascabili" classe Deutschland.
Nel 1927 una commissione d'inchiesta del parlamento tedesco, promossa dai partiti più antimilitaristi, portò alla scoperta del sistema di fondi neri della Reichsmarine portato avanti dal capitano di corvetta Walter Lohmann, un importante collaboratore di Zenker: lo scandalo obbligò alle dimissioni sia Lohmann che il ministro della Difesa Otto Geßler, e portò infine al licenziamento dello stesso Zenker da parte del nuovo ministro della Difesa Wilhelm Groener il 30 settembre 1928. Zenker si ritirò a vita privata, trascorrendo gli ultimi anni principalmente a Osterode am Harz fino alla sua morte il 18 agosto 1932 a Gottinga.
Suo figlio Karl-Adolf Zenker fu comandante della Bundesmarine della Germania Ovest dal 1961 al 1967.